# ایستگاه متروی ایستکوت
ایستگاه متروی ایستکوت (انگلیسی: Eastcote tube station) یکی از ایستگاه‌های خط متروپولیتن و خط پیکدیلی متروی لندن است.
این ایستگاه که در ناحیه ایستکوت قرار دارد در سال ۱۹۰۶ میلادی تأسیس شده است.

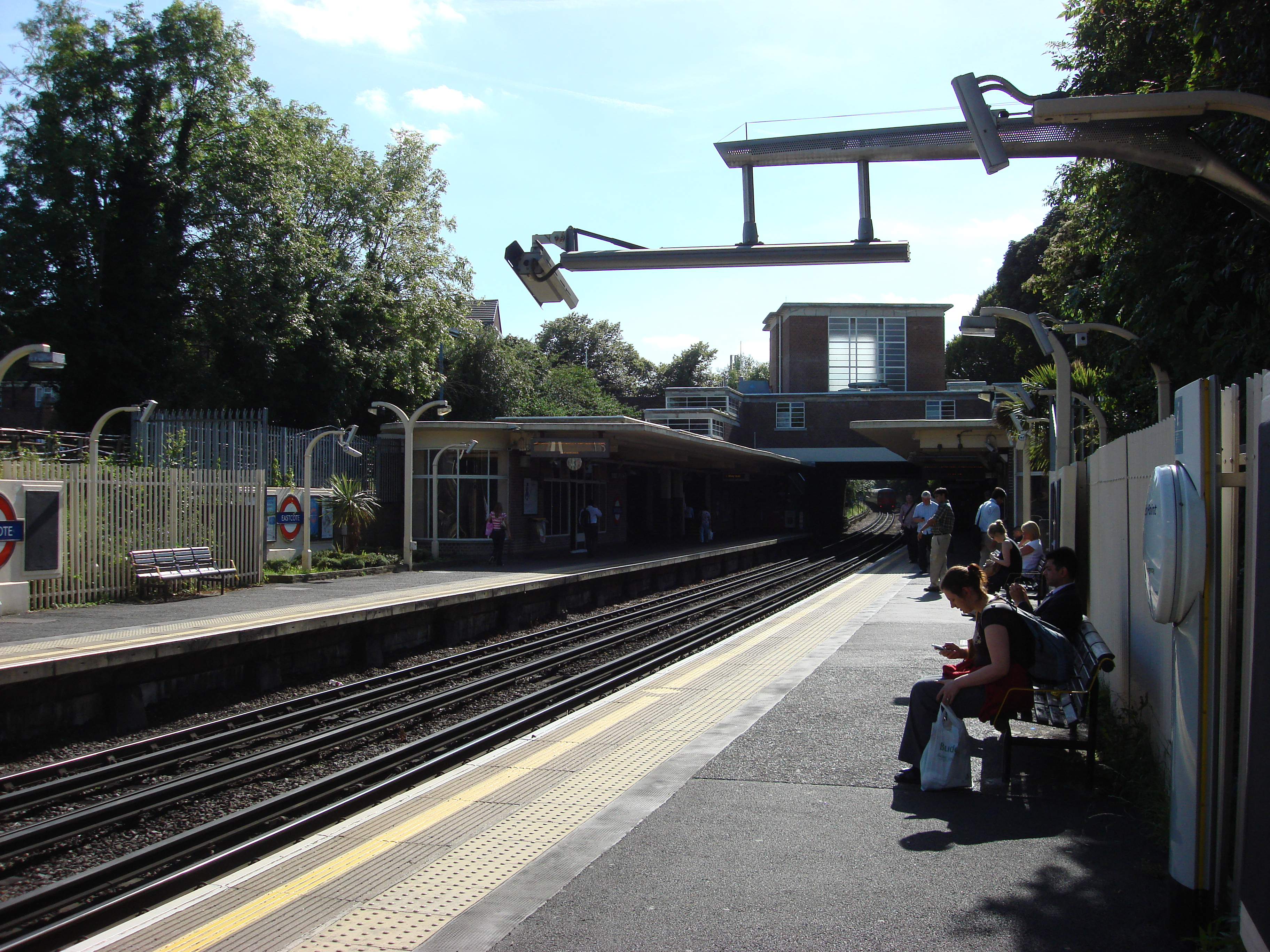
نمایی از سکو شرقی